# Catálisis ácida

En la esterificación de Fischer catalizada por ácido, el protón se une a los oxígenos y funciona como un ácido de Lewis para activar el éster carbonilo (fila superior) como un electrófilo y convierte el hidroxilo en el agua del grupo saliente fuerte (parte inferior izquierda). Ambos bajan la barrera cinética y aceleran el logro del equilibrio químico.

En la catálisis ácida y la catálisis básica, una reacción química es catalizada por un ácido o una base. Según la teoría ácido-base de Brønsted-Lowry, el ácido es el donante de protones (ion hidrógeno), {\displaystyle {\ce {H+}}}) y la base es el aceptor de protones. Las reacciones típicas catalizadas por transferencia de protones son esterificaciones y reacciones aldólicas. En estas reacciones, el ácido conjugado del grupo carbonilo es un mejor electrófilo que el propio grupo carbonilo neutro. Dependiendo de las especies químicas que actúan como ácido o base, los mecanismos catalíticos se pueden clasificar como catálisis específica y catálisis general. Muchas enzimas operan por catálisis específica.

## Aplicaciones y ejemplos

### Ácidos de Brønsted
La catálisis ácida se utiliza principalmente para reacciones químicas orgánicas. Muchos ácidos pueden funcionar como fuentes de protones. Los ácidos utilizados para la catálisis ácida incluyen ácido fluorhídrico (en el proceso de alquilación), ácido fosfórico, ácido toluensulfónico, poliestireno sulfonato, heteropoliácidos, zeolitas.
Los ácidos fuertes catalizan la hidrólisis y transesterificación de ésteres, por ejemplo, para transformar grasas en biodiésel. En términos de mecanismo, el oxígeno del carbonilo es susceptible a la protonación, lo que mejora la electrofilia en el carbono del carbonilo.

### Catalizadores ácidos sólidos

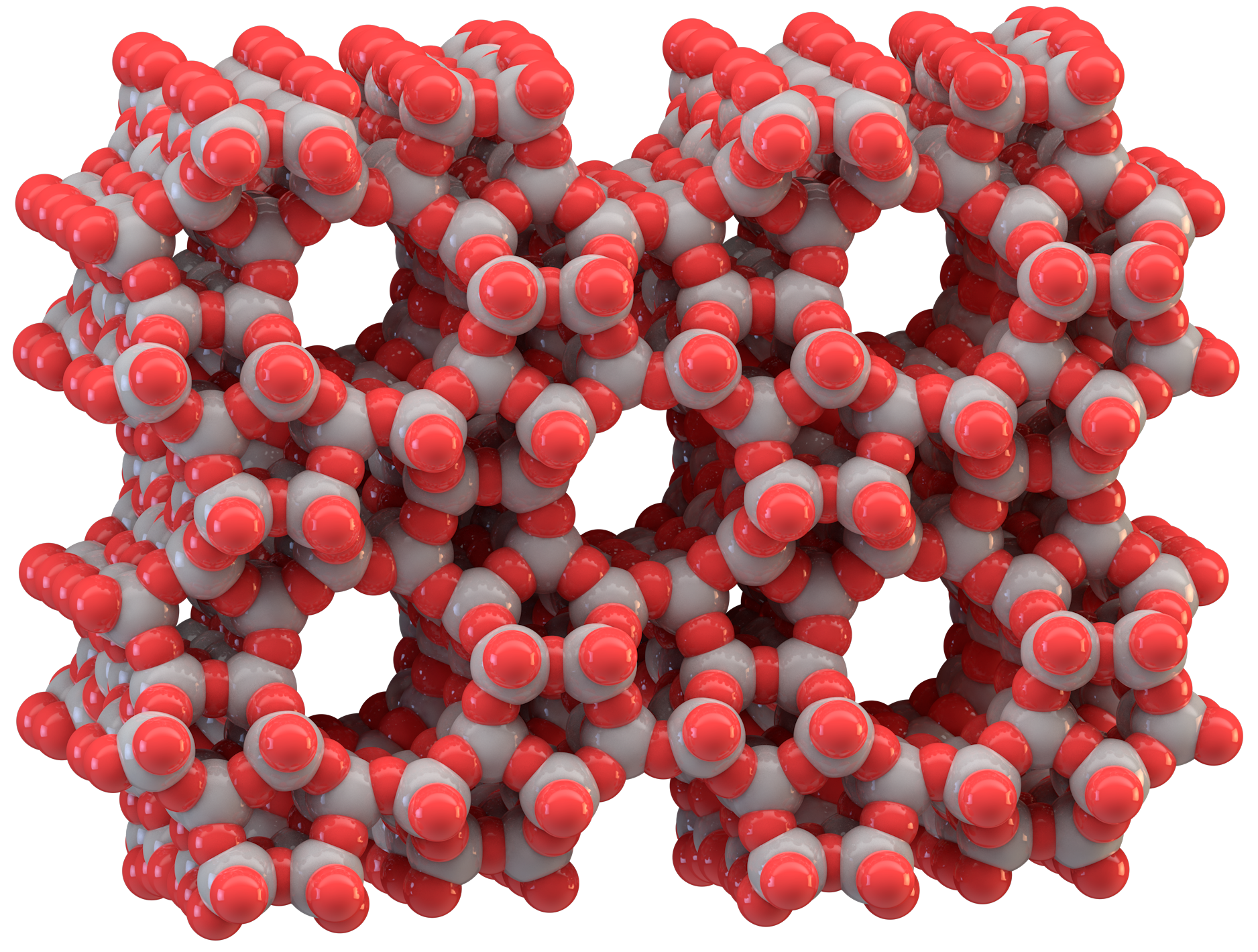
La zeolita ZSM-5 se usa ampliamente como catalizador ácido sólido.

En la química a escala industrial, muchos procesos son catalizados por "ácidos sólidos". Los ácidos sólidos no se disuelven en el medio de reacción. Ejemplos bien conocidos incluyen estos óxidos, que funcionan como ácidos de Lewis: silico-aluminatos (zeolitas, alúmina, silico-alumino-fosfato), zirconia sulfatada y muchos óxidos de metales de transición (titania, zirconia, niobia y más). Estos ácidos se utilizan en el craqueo. Muchos ácidos de Brönsted sólidos también se emplean industrialmente, incluyendo poliestireno sulfonado, carbono sulfonado, sólido de ácido fosfórico, ácido nióbico, y hetero polioxometalatos.
Una aplicación a gran escala es la alquilación, por ejemplo, la combinación de benceno y etileno para dar etilbenceno. Otra aplicación importante es la transposición de ciclohexanona oxima a caprolactama. Muchas alquilo aminas se preparan mediante aminación de alcoholes, catalizada por ácidos sólidos. En esta función, el ácido convierte, {\displaystyle {\ce {OH-}}}, un grupo saliente pobre, en uno fuerte. Por tanto, los ácidos se utilizan para convertir alcoholes en otras clases de compuestos, como tioles y aminas.

## Mecanismo
Se reconocen dos tipos de catálisis ácida: catálisis ácida específica y catálisis ácida general.

### Catálisis específica
En la catálisis ácida específica, el disolvente protonado es el catalizador. La velocidad de reacción es proporcional a la concentración de las moléculas de disolvente protonadas {\displaystyle {\ce {SH+}}}. El catalizador ácido en sí mismo ({\displaystyle {\ce {AH}}}) solo contribuye a la velocidad de aceleración cambiando el equilibrio químico entre el solvente {\displaystyle {\ce {S}}} y {\displaystyle {\ce {AH}}} a favor de la especie {\displaystyle {\ce {SH+}}}. Este tipo de catálisis es común para ácidos fuertes en disolventes polares, como el agua.
{\displaystyle {\ce {S + AH -> SH+ + A-}}}
Por ejemplo, en una solución tampón acuosa, la velocidad de reacción de los reactivos {\displaystyle {\ce {R}}} depende del pH del sistema pero no de las concentraciones de diferentes ácidos.
{\displaystyle {\text{ratio}}=-{\frac {{\text{d}}[{\ce {R^1}}]}{{\text{d}}t}}=k{\ce {[SH+] [R^1] [R^2]}}}
Este tipo de cinética química se observa cuando el reactivo {\displaystyle R^{1}} se encuentra en un equilibrio rápido con su ácido conjugado {\displaystyle R^{1}H^{+}} que procede a reaccionar lentamente con {\displaystyle R^{2}} al producto de reacción; por ejemplo, en la reacción aldólica catalizada por ácido.

### Catálisis general
En la catálisis ácida general, todas las especies capaces de donar protones contribuyen a la aceleración de la velocidad de reacción. Los ácidos más fuertes son los más efectivos. Las reacciones en las que la transferencia de protones determina la velocidad exhiben catálisis ácida general, por ejemplo reacciones de acoplamiento de diazonio.
{\displaystyle {\text{ratio}}=-{\frac {{\text{d}}[{\ce {R^1}}]}{{\text{d}}t}}=k_{1}{\ce {[SH+] [R^1] [R^2]}}+k_{2}{\ce {[A^1H] [R^1] [R^2]}}+k_{3}{\ce {[A^2H] [R^1] [R^2]}}+...}
Cuando se mantiene el pH a un nivel constante, pero se cambia la concentración del tampón, un cambio en la velocidad indica una catálisis ácida general. Una tasa constante es evidencia de un catalizador ácido específico. Cuando las reacciones se llevan a cabo en medios apolares, este tipo de catálisis es importante porque el ácido a menudo no está ionizado.
Las enzimas catalizan reacciones usando catálisis de base general y ácida general.